# Virginie Kenebel
Marie Virginie Kenebel, plus souvent Virginie Kenebel et plus rarement Knebel, Kennebel ou Kénébel, est une artiste de cirque française spécialiste de la voltige à cheval et de la danse, née le 23 avril 1819 à Lyon et morte le 31 août 1884 à Paris.

## Biographie
Virginie Kenebel naît dans une famille de cirque en 1819 : ses parents sont Sophie Avrillon, et Louis Knebel, tous deux rompus au dressage équestre et à la direction de troupe.
En Europe, elle se serait produit dans la région de Lviv au milieu des années 1820. Âgée d’à peine dix ans, son répertoire se construit à partir de reprises équestres de ballets dansés, parmi lesquels la cachucha revisitée par Fanny Elssler, puis la Sylphide et l’écossais, inspirée par Marie Taglioni.
Sa période d’activité coïncide avec la mise au point du "panneau", une selle plutôt plate qui permet à l’écuyère danseuse de pratiquer des pas de danse sur le dos d’un cheval ; par contraste avec les écuyères de haute école plutôt portées sur les figures de dressage, et avec les spécialistes de voltige équestre, qui effectuent des sauts périlleux et des acrobaties.

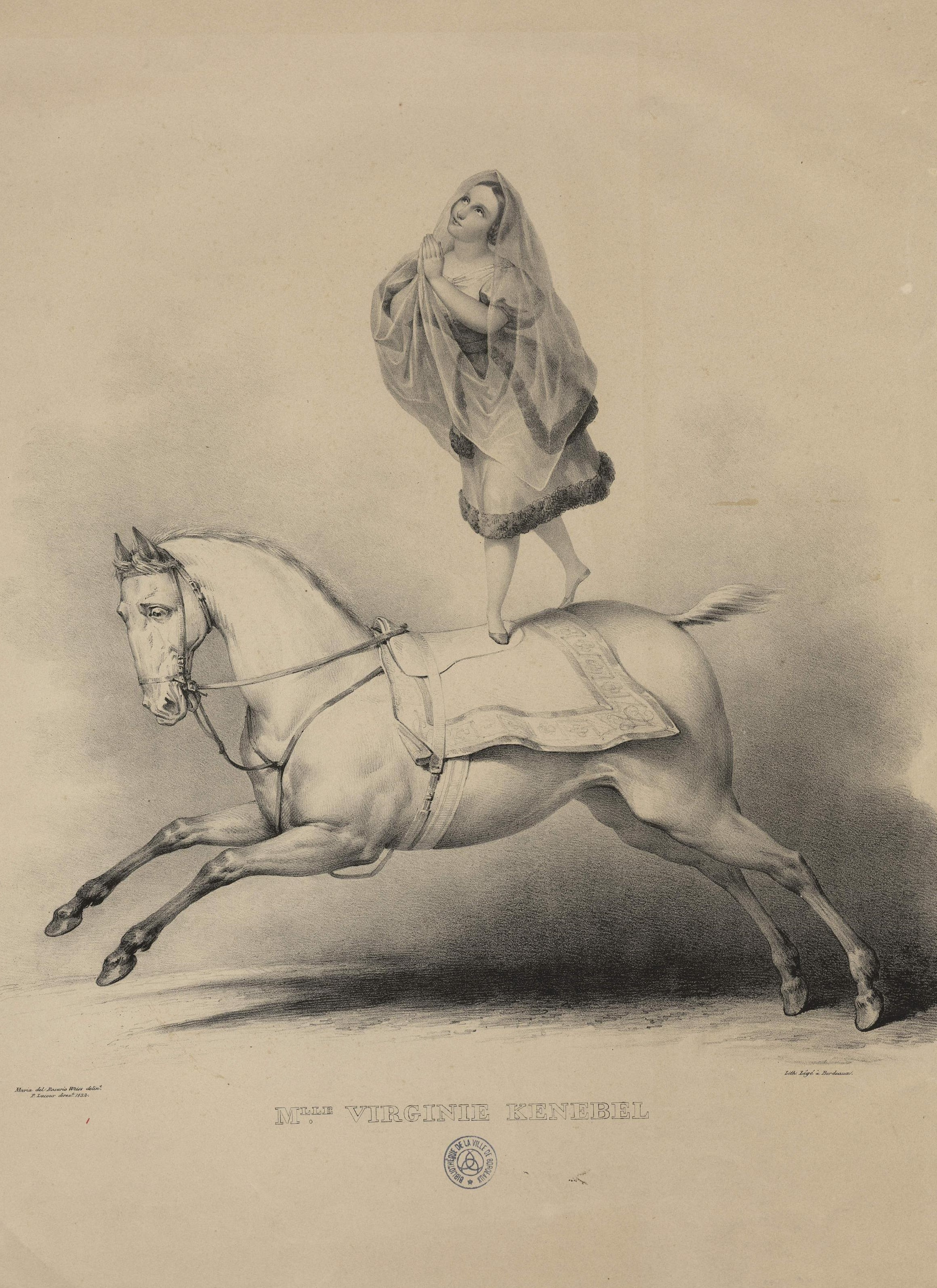
Rosario Weiss. Virginie Kennebel à Bordeaux en 1832. Lithographie

En 1837, elle se produit au Cirque des Champs-Élysées, engagée par Louis Dejean (es) pour l’ouverture de la saison. Kenebel épouse en 1837 ou en juin 1846 Victor Franconi, lui aussi écuyer. Elle aurait pris sa retraite en 1845 pour se consacrer à sa famille et à l’éducation de ses enfants.
Elle est parfois comparée à une version équestre de Marie Taglioni, par exemple par Balzac.
Elle est enterrée avec une partie de la famille Franconi au cimetière du père Lachaise.